# Ruanda nos Jogos Olímpicos de Verão de 2008
Ruanda participou dos Jogos Olímpicos de Verão de 2008, em Pequim, na China. O país estreou nos Jogos em 1984 e esta foi sua 7ª participação.

## Desempenho

### Atletismo
Masculino
| Atleta         | Evento       | Final    | Final   |
| Atleta         | Evento       | Marca    | Posição |
| -------------- | ------------ | -------- | ------- |
| Dieudonné Disi | 10000 metros | 27m56s74 | 19º     |

Feminino
| Atleta                | Evento   | Final    | Final   |
| Atleta                | Evento   | Marca    | Posição |
| --------------------- | -------- | -------- | ------- |
| Epiphanie Nyirabarame | Maratona | 2h49m32s | 66º     |

### Natação
Masculino
| Atleta             | Evento    | Preliminares | Preliminares | Semifinal   | Semifinal   | Final       | Final       |
| Atleta             | Evento    | Marca        | Posição      | Marca       | Posição     | Marca       | Posição     |
| ------------------ | --------- | ------------ | ------------ | ----------- | ----------- | ----------- | ----------- |
| Jackson Niyomugabo | 50m livre | 27s74        | 82º          | Não avançou | Não avançou | Não avançou | Não avançou |

Feminino
| Atleta             | Evento    | Preliminares | Preliminares | Semifinal   | Semifinal   | Final       | Final       |
| Atleta             | Evento    | Marca        | Posição      | Marca       | Posição     | Marca       | Posição     |
| ------------------ | --------- | ------------ | ------------ | ----------- | ----------- | ----------- | ----------- |
| Pamela Girimbabazi | 50m livre | 39s78        | 88º          | Não avançou | Não avançou | Não avançou | Não avançou |